# Fool Again
Fool Again är en sång skriven av Jörgen Elofsson, Per Magnusson och David Kreuger, inspelad av Westlife. Den blev gruppens femte singel då den släppes den 27 mars år 2000.

## Låtlista
1. Fool Again (2000 Remix)
2. Tunnel of Love
3. Fool Again (Enhanced)

## Musikvideo
Singelns video spelades in i Mexiko.

## Listframgångar
| Lista                     | Topplacering |
| ------------------------- | ------------ |
| United World Chart        | 29           |
| Argentinska singellistan  | 33           |
| Brasilianska singellistan | 3            |
| Tyska singellistan        | 80           |
| Irländska singellistan    | 2            |
| Nederländska singellistan | 23           |
| Svenska singellistan      | 5            |
| Schweiziska singellistan  | 39           |
| Brittiska singellistan    | 1            |